# Brad Oscar
Brad Oscar (Washington, 22 settembre 1964) è un attore statunitense, noto soprattutto come interprete di musical.

## Biografia
Brad Oscar ha studiato all'Università di Boston, laureandosi nel 1986. Nel 1990 ha fatto il suo debutto a Broadway in Aspects of Love e successivamente ha interpretato i ruoli minori di Sir Peter e Archibald Proops nel musical statunitense di Jekyll & Hyde nel tour statunitense (1995) e a Broadway (1997). Nel 2001 è tornato a Broadway nel musical di Mel Brooks The Producers e per la sua interpretazione nel ruolo del nazista Franz Liebkind ha ricevuto una candidatura al Tony Award al miglior attore non protagonista in un musical. L'anno successivo rimpiazzò Nathan Lane nel ruolo principale di Max Bialystock, che interpretò nel tour statunitense (2003), di nuovo a Broadway (2004) e nel West End londinese (2005).
Dopo aver recitato in Cabaret a Washington, nel 2007 è tornato a Broadway in Spamalot, a cui sono seguiti ruoli principali in Barnum a Sarasota e nella tournée statunitense della riduzione teatrale di Frankenstein Junior. Nel 2011 è tornato a Broadway nel musical La famiglia Addams, mentre due anni dopo ha interpretato Cookie McGee in Nice Work If You Can Get It all'Imperial Theatre. Dopo aver recitato nel tour statunitense di The Phantom of the Opera, nell'autunno 2013 è tornato a Broadway nella riduzione teatrale di Big Fish. Nel 2015 ha interpretato Nostradamus in Something Rotten!, ricevendo una candidatura al Drama Desk Award e una seconda nomination al Tony Award al miglior attore non protagonista in un musical. Nel 2015 ha recitato in Annie Get Your Gun al New York City Center, mentre nel 2017 è stato il messo Bamford in Sweeney Todd nell'Off-Broadway. Nel 2020 ha recitato a Broadway in Mrs. Doubtfire, mentre nel 2023 ha interpretato Mr Bumble in Oliver! al New York City Center e Mr Mushnik ne La piccola bottega degli orrori nell'Off-Broadway. Nel 2024 è tornato a Broadway per interpretare il Mago di Oz in Wicked.
Oscar è dichiaratamente gay e sposato con l'attore Diego Pietro dal 2012.

## Filmografia parziale

### Cinema
- The Producers - Una gaia commedia neonazista (The Producers), regia di Susan Stroman (2005)
- Ghost Town, regia di David Koepp (2008)

### Televisione
- Law & Order - Unità vittime speciali - serie TV, 1 episodio (2002)
- Law & Order: Criminal Intent - serie TV, 1 episodio (2005)
- The Good Wife - serie TV, 1 episodio (2011)
- Smash - serie TV, 1 episodio (2012)

## Doppiatori italiani
- Alessandro Lussiana in Law & Order: Criminal Intent
- Enzo Avolio in The Good Wife